# Obiekt budowlany

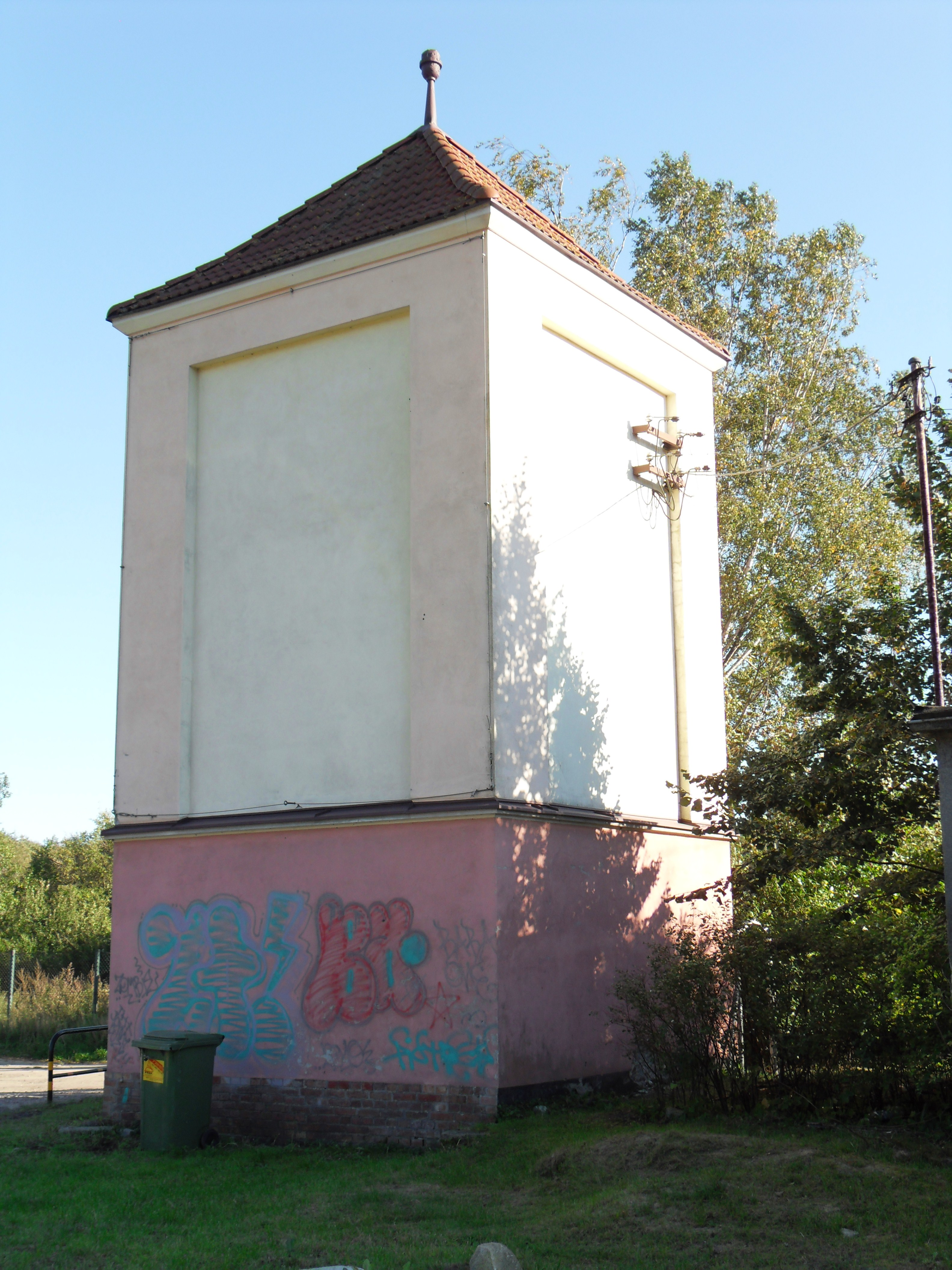
Obiekt budowlany

Obiekt budowlany – budynek, budowla bądź obiekt małej architektury, wraz z instalacjami zapewniającymi możliwość użytkowania obiektu zgodnie z jego przeznaczeniem, wzniesiony z użyciem wyrobów budowlanych. W polskim prawie istnieje ustawa regulująca kwestie związane z wyrobami budowlanymi.